# Сфараш (Салаж)
Сфараш (рум. Sfăraș) насеље је у Румунији у округу Салаж у општини Алмашу. Oпштина се налази на надморској висини од 370 m.

## Становништво
Према подацима из 2002. године у насељу је живело 138 становника.

### Попис2002.
| Расподела становништва по националности 2002.‍ | Расподела становништва по националности 2002.‍ | Расподела становништва по националности 2002.‍ | Расподела становништва по националности 2002.‍ | Расподела становништва по националности 2002.‍ |
| --------------------------------------------- | --------------------------------------------- | --------------------------------------------- | --------------------------------------------- | --------------------------------------------- |
|                                               |                                               |                                               |                                               |                                               |
| Румуни                                        | Румуни                                        |                                               | 79                                            | 57,2%                                         |
| Мађари                                        | Мађари                                        |                                               | 54                                            | 39,1%                                         |
| Роми                                          | Роми                                          |                                               | 5                                             | 3,6%                                          |